# Anna Leonidowna Schewzowa
Anna Leonidowna Schewzowa (russisch Анна Леонидовна Шевцова; * 15. Mai 1982 in Moskau) ist eine russische Skeletonpilotin.
Anna Schewzowa ist seit 2003 Skeletonfahrerin und seit 2004 Teil des russischen Nationalkaders. Ihr internationales Debüt feierte die Russin im Januar bei einem Skeleton-Weltcup-Rennen in Lillehammer, das sie als 24. beendete. Schon im folgenden Monat nahm sie erstmals an einer Europameisterschaft und einer Weltmeisterschaft teil. Bei der Europameisterschaft in Altenberg belegte sie Rang 11, bei der Weltmeisterschaft in Königssee wurde sie 20. Bei der WM ein Jahr später in Calgary konnte sich die Russin um vier Plätze verbessern. Im Weltcup erreichte sie meist Ränge im 20er-Bereich. Erstmals unter die besten Zehn kam Schewzowa im November 2006 bei Rennen im Rahmen des Skeleton-America’s-Cup in Calgary (Fünfte und Vierte). Ihr bislang bestes Ergebnis im Weltcup wurde Platz 13 im Januar 2007 in Nagano. Zur Saison 2007/08 wurde Schewzowa im neu geschaffenen Skeleton-Intercontinentalcup eingesetzt. Hier bestritt sie alle sechs Rennen und konnte in der Gesamtwertung Rang neun belegen. Daneben trat sie im Skeleton-America’s-Cup an und erreichte als bestes Ergebnis Platz vier in Park City.